# ملعب بنك إم تي
ملعب بنك إم تي:هو ملعب كرة القدم الأمريكية و هو ملعب فريق بالتيمور ريفنز. يقع الملعب في وسط مدينة بالتيمور، ماريلاند. انتقل الفريق إلى هذا الملعب في عام 1998. استضاف الملعب نهائي الأربعة في بطولة الجامعات الأمريكية برياضة لاكروس في عام 2003 و 2004 و 2007.
كان الملعب يسمى ملعب بالتيمور ريفنز وهو اسم الفريق الذي يلعب فيه بدوري كرة القدم الأمريكية. و بعدها اشترت شركة بي إس أي للإنترنت حقوق التسمية سنة 1999 و تم تغير اسم الملعب إلى ملعب بي إس أي إلى أن اشتراه بنك إم أند تي ليصبح اسم الملعب ملعب بنك إم تي منذ سنة 2003 إلى يومنا هذا ومن إيجابيات هذه التسمية الجديدة أن البنك دعم الفريق بتوسعة الملعب من خلال رعاية مالية ليصبح الإستيعاب 71,008 متفرج حالياً.

## استضافات مهمة
- أقامت فرقة ميتاليكا حفلة غنائية فيه بتاريخ 4 تموز، 2000 و ذلك بمناسبة عيد الاستقلال (الولايات المتحدة).
- بتاريخ 28 تموز 2012 سوف يحتضن الملعب مباراة ودية بكرة القدم بين فريق ليفربول وتوتنهام هوتسبر.